# 압둘라 압둘라

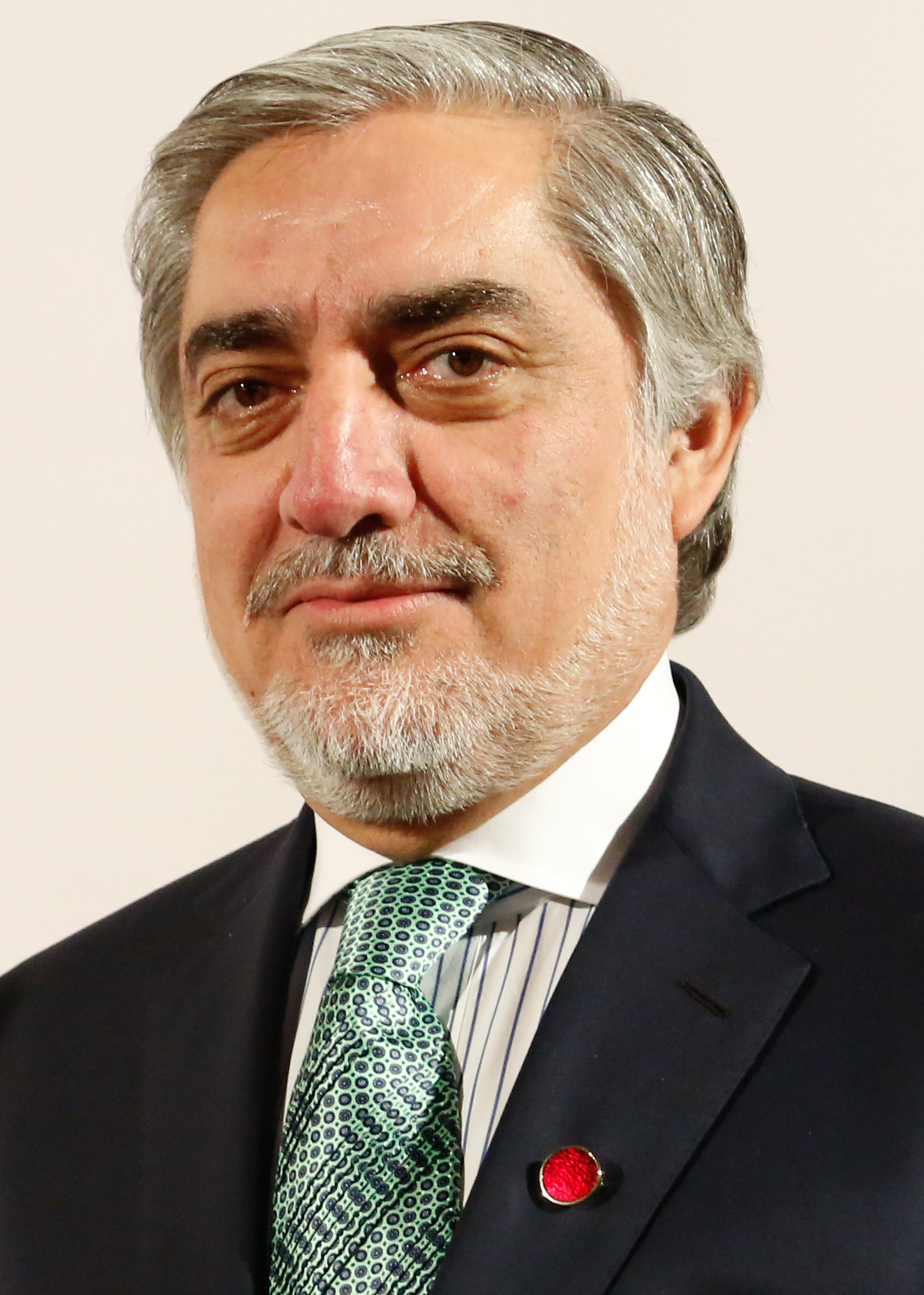
압둘라 압둘라

압둘라 압둘라(페르시아어: عبدالله عبدالله, 문화어: 아브둘라흐 아브둘라흐, 1960년 9월 5일~)는 아프가니스탄의 정치인이자 초대 현임 최고행정관이다. 2014년 대선에 출마했으며, 1차 투표에서 아슈라프 가니를 이겼으나 2차 투표에서 아슈라프 가니에게 패해 낙선했다. 아프가니스탄 국민연합의 당수이며, 카불 출신이다.
제1·2대 아프가니스탄의 최고행정관(2014년 9월 29일~2019년 9월 29일, 2019년 9월 29일~2020년 3월 11일)과 국가화해최고위원회 의장(2020년 5월 17일~2021년 8월 15일)을 지냈다.

## 역대 선거 결과
| 선거명      | 직책명                | 대수 | 정당                      | 1차 득표율 | 1차 득표수  | 2차 득표율 | 2차 득표수  | 결과 | 당락 |
| ----------- | --------------------- | ---- | ------------------------- | ---------- | ----------- | ---------- | ----------- | ---- | ---- |
| 2009년 선거 | 아프가니스탄의 대통령 | 13대 | 아프가니스탄 통일국민전선 | 30.59%     | 1,406,242표 |            |             | 2위  | 낙선 |
| 2014년 선거 | 아프가니스탄의 대통령 | 14대 | 아프가니스탄 국민연합     | 45.00%     | 2,972,141표 | 44.73%     | 3,185,018표 | 2위  | 낙선 |
| 2019년 선거 | 아프가니스탄의 대통령 | 14대 | 아프가니스탄 국민연합     | 39.52%     | 720,481표   |            |             | 2위  | 낙선 |